# Miękisz zasadniczy
Miękisz zasadniczy – rodzaj miękiszu, jednej z tkanek roślinnych. Budowany jest przez komórki równowymiarowe, cienkościenne, z dużymi wakuolami. Miękisz ten wypełnia przestrzenie między innymi tkankami w różnych organach. Składa się z komórek, których ściany nie przylegają do siebie ściśle. Występuje m.in. w rdzeniu i korze pierwotnej młodych łodyg oraz w owocach.